# بيت الغزيل (السدة)

تعديل مصدري - تعديل

بيت الغزيل هي إحدى قرى عزلة جبل الجبالي بمديرية السدة التابعة لمحافظة إب، بلغ تعداد سكانها 199 نسمة حسب تعداد اليمن لعام 2004.